# 明治大学大学院文学研究科・文学部
明治大学文学部（めいじだいがくぶんがくぶ、英称：School of Arts and Letters）は、明治大学が設置する文学部。明治大学大学院文学研究科（めいじだいがくだいがくいんぶんがくけんきゅうか）は、明治大学が設置する大学院文学研究科。

## 歴史

夏目漱石（初期の講師）

### 短命に終わった初期の文学部
専門学校令による明治大学では1905年（明治38年）に錦町分校で文学研究会が発足し、夏目漱石や上田敏、内海弘蔵、登張竹風、服部躬冶、桑原隲蔵らが課外講義を行った。文学部は翌年9月から正式に授業を開始したが、1908年（明治41年）に修業年限を切りあげ第1回の卒業生を出しただけで学生募集を停止してしまった。教員の数よりも学生の数が少ないのでは経営が成り立たないというのがその理由であった。
学生募集を停止した後も文部省への廃止届は出されず、学則上文科は存続していた。そのため文科再興を求める声は1924年（大正13年）頃からたびたび上がった。しかし当時の明大は関東大震災後の校舎再建、政治経済学部独立問題、予科移転問題などで財政的に苦しく、文科再興まではとても手が回らなかった。

### 専門部文科の復活

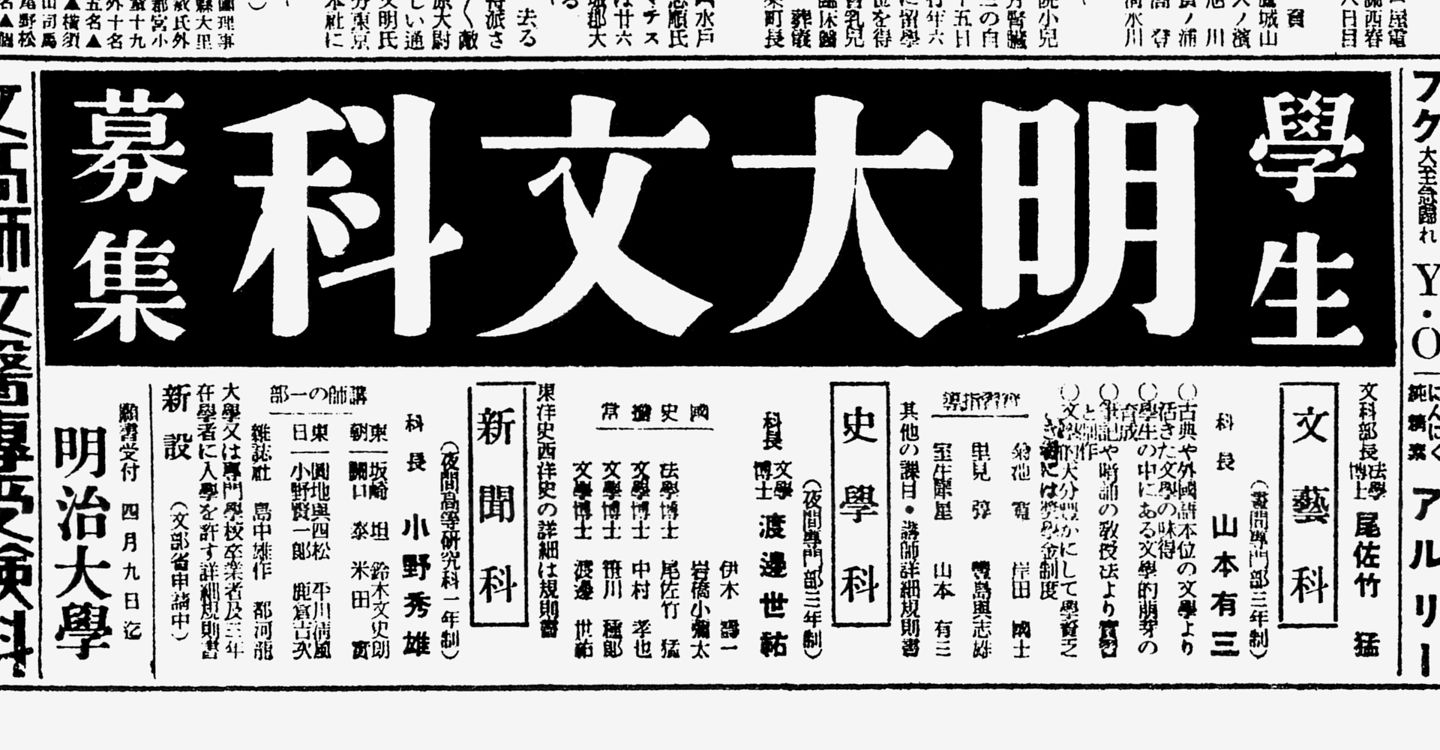
明大文科 学生募集（『東京朝日新聞』 1932年3月26日付朝刊7面）

1931年（昭和6年）、明治大学創立50周年記念祝典を契機に文科復活運動が起こった。校友津村卓男を斡旋役に赤神良譲、畑耕一、松崎実、菅藤高徳、尾佐竹猛などが参加して文科復活懇談会が組織され、翌年2月25日の臨時商議員会および29日の特別委員会で専門部文科の復活を決議、文芸・史学・新聞の3科をもって4月に開講を見るに至った（文科長：尾佐竹猛）。
文芸科（3年制、昼間）

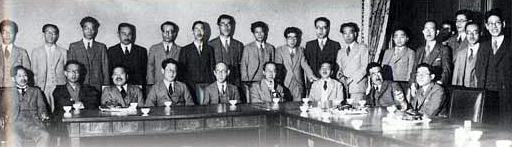
1932年に復活した文芸科の講師陣（後列左から岸田國士、ひとりおいて豊島与志雄、土屋文明、谷川徹三、ひとりおいて高橋健二、小林秀雄、今日出海、ひとりおいて吉田甲子太郎、舟橋聖一、山本有三、阿部知二、前列右から獅子文六、辰野隆等々）

- 初代科長：山本有三。「生きた文学の味得」をかかげ、里見弴、豊島与志雄、岸田國士、横光利一、小林秀雄、舟橋聖一、吉田甲子太郎、今日出海、土屋文明などの著名文壇人が講義を担当した[7]。「文学科」ではなくあえて「文芸科」としたのは「古典研究や外国語は他の文科大学に委せ主として現実の生活に即した文学に力をそゝ」ぐことに主眼を置いていたからであり[8]、実際のカリキュラムでも「作家研究」「映画研究」「美術解説・音楽解説」「新聞雑誌編集」などのユニークな科目が用意されていた[9]。

教授法も風変わりで、実習と称して歌舞伎、文楽、新劇、音楽、映画鑑賞、美術館めぐりがしばしば行われた。山本有三が開講の辞で「この学校を出ても何の資格も得られないからそのつもりで覚悟しておけ」と述べたように、文部省の規格に縛られない自由さがあった。
史学科（3年制、夜間）
- 科長：渡辺世祐。「国史・東洋史の新しき研究」を標榜。講師の多くは帝大系で、演習を重視する学風は当時の専門部レベルでは珍しかった。1938年（昭和13年）に地理歴史科（地歴科）に改組し、1941年に同科卒業生の中等学校地理科教員資格を取得。これは他大学の高等師範部にならった措置である[11]。

新聞高等研究科（1年制、昼間）
- 初代科長：小野秀雄。大学または専門学校の卒業者、学部2年修了者を入学資格としてジャーナリズムの理論と実際を教授[12]。戦後の1950年に短大新聞科（2年制、夜間）が設置され、高等研究科の方は1952年に学生募集を停止、1954年3月に最後の卒業生を送り出して廃止となった[13]。

演劇映画科
- 今日の演劇学専攻の源流。1938年（昭和13年）、岸田國士によって設置[14]。しかし、当の岸田が間もなく大政翼賛会文化部長に転じたこともあってほとんど学生は集まらず、事実上形骸化した[15]。

鳴り物入りで復活した文科ではあったが、しばらくは文芸科240人、史学科150人の学生定員をなかなか満たせず、他の科から「こんな欠損の文科なんかつぶしてしまえ」と批判されたこともあった。しかし、昭和15年度から志願者数は増加に転じ、太平洋戦争中も地歴科が学生募集を一時停止しただけで（間もなく再開）、文部省から文科の廃止を求められることもなかった。
とはいえ昼間制の文芸科は学徒出陣と勤労動員のために授業はほとんどできなくなっていた。夜学の地歴科は灯火管制の下で細々と授業を続けたが、空襲警報が発令されるたびに校舎の電源が切られ、学生たちは暗闇と化した狭くて急な階段を通って屋外に避難した。1945年（昭和20年）の地歴科は集中講義方式が採用されたが、この期間中にもたびたび空襲があり、教員も学生も罹災者となっていたため、授業継続はもはや限界となっていた。
1945年8月15日、太平洋戦争終結。明治大学総長鵜澤総明は翌月1日に「大詔渙発の其の日より、私共は平和国家の一員として其の第一歩を踏み出したのであります」との談話を発表したが、学徒出陣の際の「彼の躁狂にして驕慢な敵米英の狭童を制圧して寸刻も油断あるべからず」との鵜澤談話との落差はあまりにも大きいものがあった。

### 戦後の専門部文科

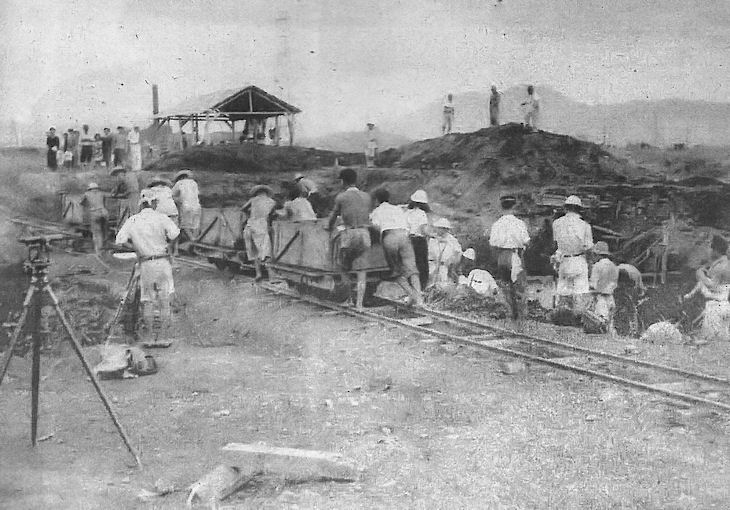
登呂遺跡の発掘調査

専門部文科の本格再建の歩みは1946年（昭和21年）から始まったが、職場復帰できない教員も多く、学則通りのカリキュラムを設定することは難しかった。とりわけ演劇映画科の必修科目は皆無であり、この学科は事実上消滅したものと判断されている。
やがて文科長の尾佐竹猛が疎開先から復帰すると、専門部文科を旧制文学部に昇格させようという議論が始まった。このときの「尾佐竹構想」では文学科・史学科・哲学科・地理学科を設置することとされていたが、尾佐竹が急死したことや、新学制への移行が目前に迫っていたこともあって旧制度下での文学部昇格は見送られた。
1947年（昭和22年）、登呂遺跡の発掘調査に後藤守一・杉原荘介と地歴科の学生が多数参加した。このことが戦後の文学部で考古学専攻が誕生する一つのきっかけとなる。

### 新制文学部の発足
現在の文学部は、第二次大戦後の1949年（昭和24年）に、専門部文科を新制大学に改組することを契機として開設され、文学科と史学科（一、二部）を置いたが、「尾佐竹構想」にあった哲学科は設置されず、地理学科は地理学専攻として史学科に組み込まれた。
旧制の専門部文科は全在籍者の卒業をもって廃止されることとなったが、希望者については試験（外国語）のうえで新制文学部に移行することも認められた。のちの考古学者大塚初重も旧制からの移行組である。
1950年（昭和25年）に史学科を史学地理学科と改称し、考古学専攻を設置した。同年11月17日の明治大学創立70周年記念式典に昭和天皇が臨幸し、記念館3階の貴賓室で後藤守一の説明を受けながら登呂遺跡の模型や出土品の展示を見学した。

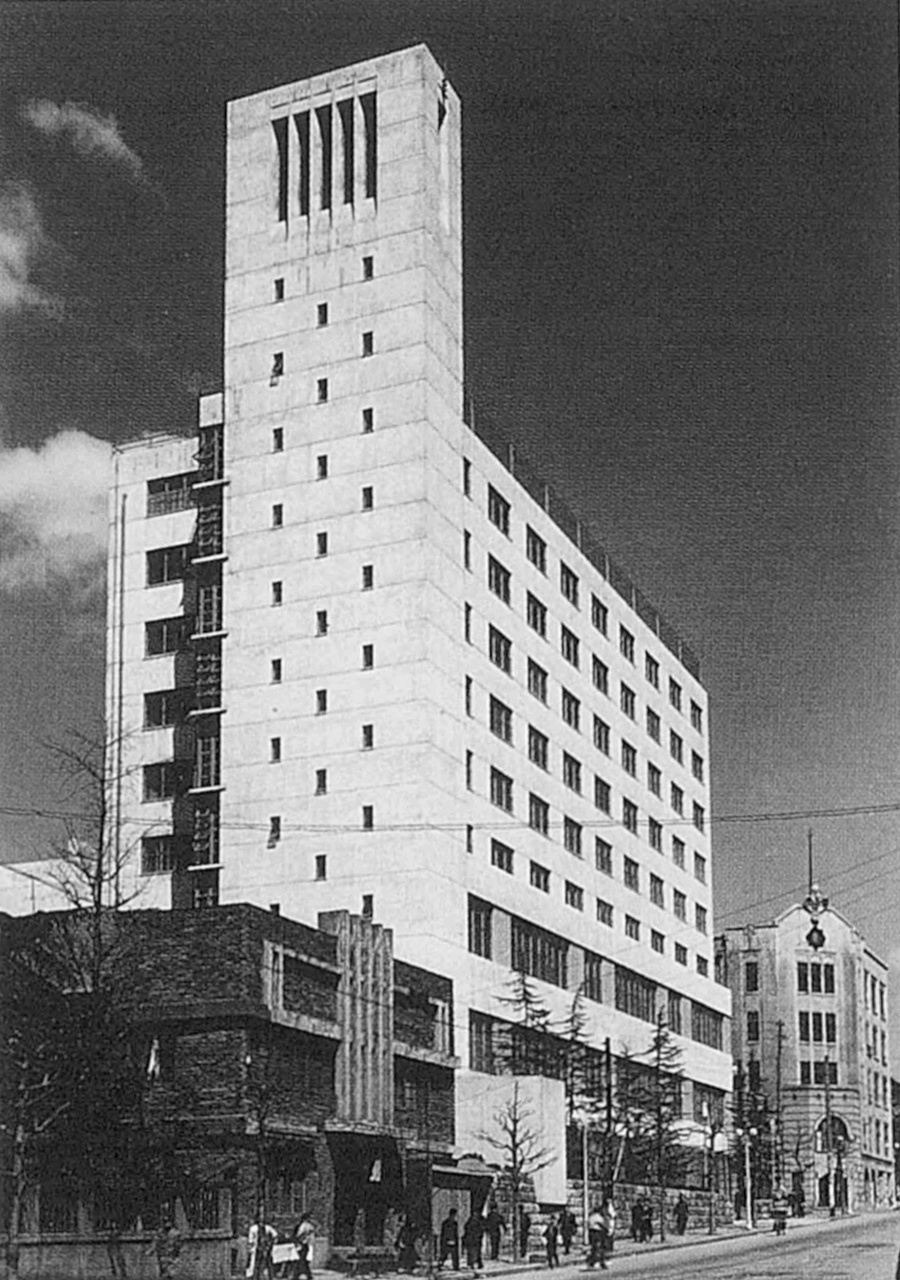
明大通り沿いにそびえる大学院校舎。5・6・7号館はこの裏側に建てられた。

学部発足時は現在のアカデミーコモンの場所にあった木造モルタル2階建ての校舎を使用した。旧軍の兵舎を移築したものらしく雨天時は雨漏りがひどく、床板は妙にきしむ、暖房設備もない劣悪な環境の下で学生たちは勉学に励んだ。1957年（昭和32年）に現在の紫紺館の場所にあった小川町校舎に移転したが、大通りに面して自動車の騒音がやかましく、内部構造も教室向きではなかったため、なんとなく落ち着かない校舎だったという。
その後鉄筋コンクリート5階建ての6号館（旧山脇服飾美術学院跡地）、7号館（旧文学部校舎跡地）、5号館（旧短大校舎跡地）が相次いで建てられ、現在のリバティタワーができるまで一部の3・4年生と二部の全学年は主にこれらの校舎を使用した。
大学院の研究室は1954年（昭和29年）に竣工した大学院校舎の4階に置かれたが、程なくして8階に移転した。この校舎の南端には鐘楼が設けられ、毎日正午と午後5時に明治大学校歌のメロディを奏でたが、わずか1、2年ほどで演奏をやめてしまった。近隣の某大学から「白雲なびく駿河台」は騒音だとの苦情が寄せられたためともいわれているが、真偽は定かではない。設計ミスや建設費高騰の問題から評議員と理事会の対立、果ては専教連闘争にまで発展するなど、多くのエピソードを生んだ大学院校舎も5・6・7号館とともに解体されて現存しない。
戦後の文学部でも著名な文学者や小説家を教授陣に迎え入れる伝統は受け継がれた。のちの作詞家阿久悠（1955年入学）は明治大学への志望動機として久松潜一や土屋文明、舟橋聖一、中村真一郎、中村光夫、平野謙などの教授陣の顔ぶれに魅かれたからだと語っている。
2002年に心理社会学科、2004年に文学科に文芸メディア専攻を設置。さらに2018年、心理社会学科に哲学専攻を設置して現在に至る。

## 年表

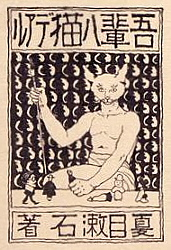
『吾輩は猫である』は漱石の明大在職時代に書かれた

- 1905年 - 課外講義の文学研究会を設置し、夏目漱石・上田敏らが授業を始める。
- 1906年 - 専門学校令による文学部を設置（翌々年学生募集停止）。
- 1931年 - 明治大学創立50周年を機に文科復活運動が起こる。
- 1932年 - 専門部文科を設置、文芸科（昼間）・史学科（夜間）・新聞高等研究科（昼間）の3科を置く。
- 1933年 - 史学科に1年制の専修科を設置[37]。
- 1934年 - 山本有三『女の一生』の印税を寄付、山本文庫設立。
- 1935年 - 史学科卒業生の中等学校歴史科教員資格認可。
- 1938年 - 演劇映画科を設置（のちに形骸化）、史学科を地理歴史科に改組。
- 1941年 - 地歴科卒業生の中等学校地理科教員資格認可。
- 1944年 - 地歴科の学生募集停止（翌年再開）。
- 1946年 - 旧制文学部への昇格を検討（実現せず）。
- 1948年 - 旧制専門部文科の学生募集はこの年が最後[38]。
- 1949年 - 新制文学部設置（学部長：渡辺世祐[39]、文学科長：吉田甲子太郎、史学科長：後藤守一）。
- 1950年 - 一部（昼間）文学科に日本文学専攻と独文学専攻を設置、史学科を史学地理学科と改称、考古学専攻を設置。
- 1951年 - 旧制専門部文科廃止、文学部校舎完成（木造2階建て、現在のアカデミーコモンの場所）、「駿台史学」創刊。
- 1952年 - 大学院文学研究科を設置、考古学陳列館開設。
- 1954年 - 新聞高等研究科廃止、大学院博士課程を設置、「文芸研究」創刊。
- 1956年 - 学芸員養成課程を設置。
- 1957年 - 大学院文学研究科増設認可、小川町校舎に移転（現在の紫紺館の場所）。
- 1958年 - 駿河台6・7号館完成（現在のアカデミーコモンの場所）。
- 1960年 - 教養課程を和泉キャンパスに移す。
- 1964年 - 文学研究科日本文学専攻、英文学専攻、仏文学専攻各修士・博士課程、地理学専攻博士課程増設。
- 1971年 - 文学研究科独文学専攻、演劇学専攻修士課程増設。
- 1974年 - 文学研究科独文学専攻、演劇学専攻博士課程増設。
- 1975年 - 社会教育主事養成課程を設置。
- 1985年 - 考古学陳列館を考古学博物館と改称。
- 2002年 - 心理社会学科を設置。
- 2004年 - 明治大学博物館（考古部門）がアカデミーコモン内で開館、二部の学生募集を停止、文学科に文芸メディア専攻を設置。
- 2005年 - 独文学専攻をドイツ文学専攻、仏文学専攻をフランス文学専攻、東洋史学専攻をアジア史専攻と改称。
- 2006年 - 「心理社会学研究」創刊。
- 2009年 - 明治大学文学賞設置。
- 2011年 - 心理社会学科が専攻制（臨床心理学専攻・現代社会学専攻）となる。
- 2018年 - 心理社会学科に哲学専攻を設置。

## キャンパス

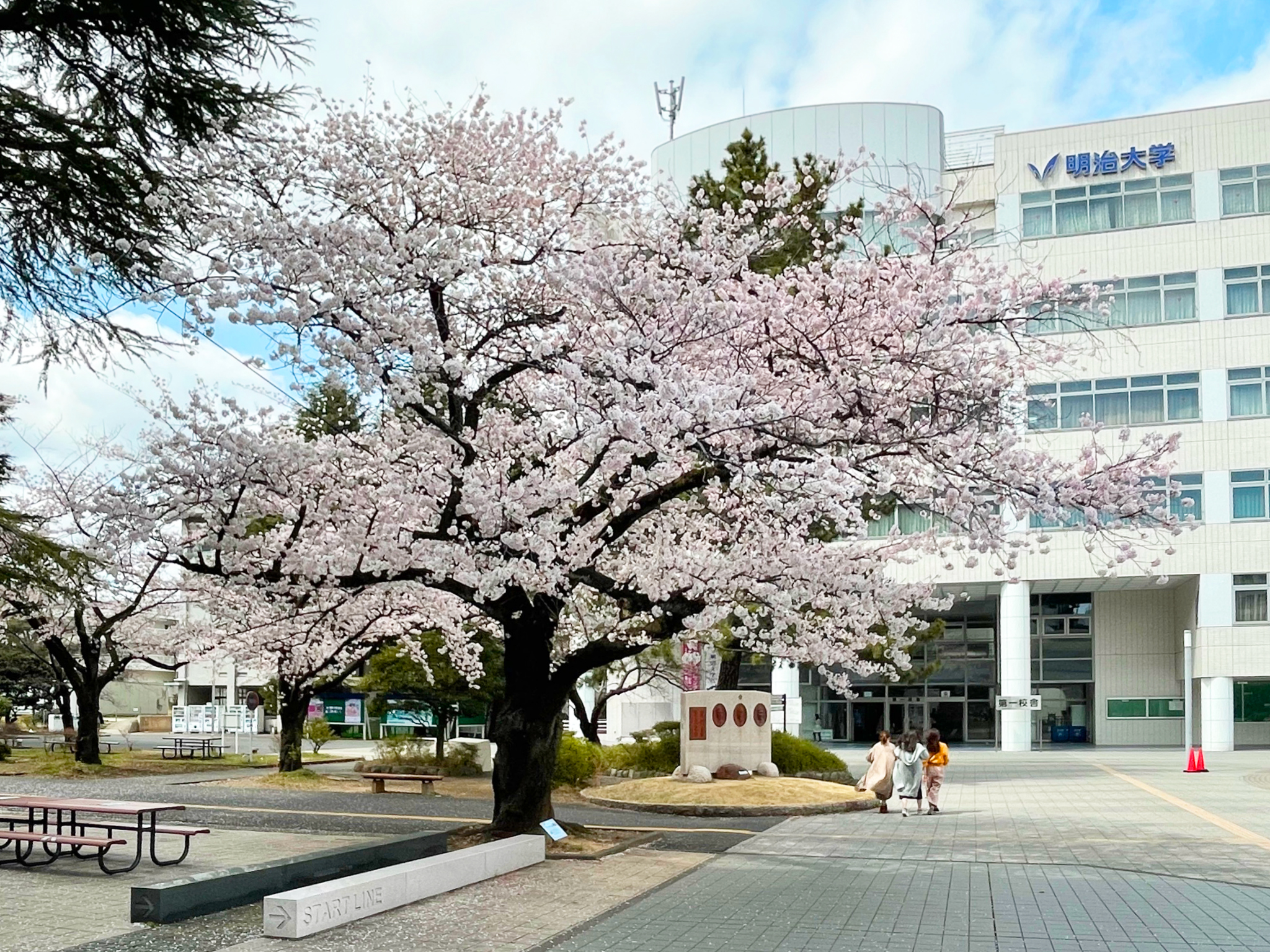
和泉キャンパス
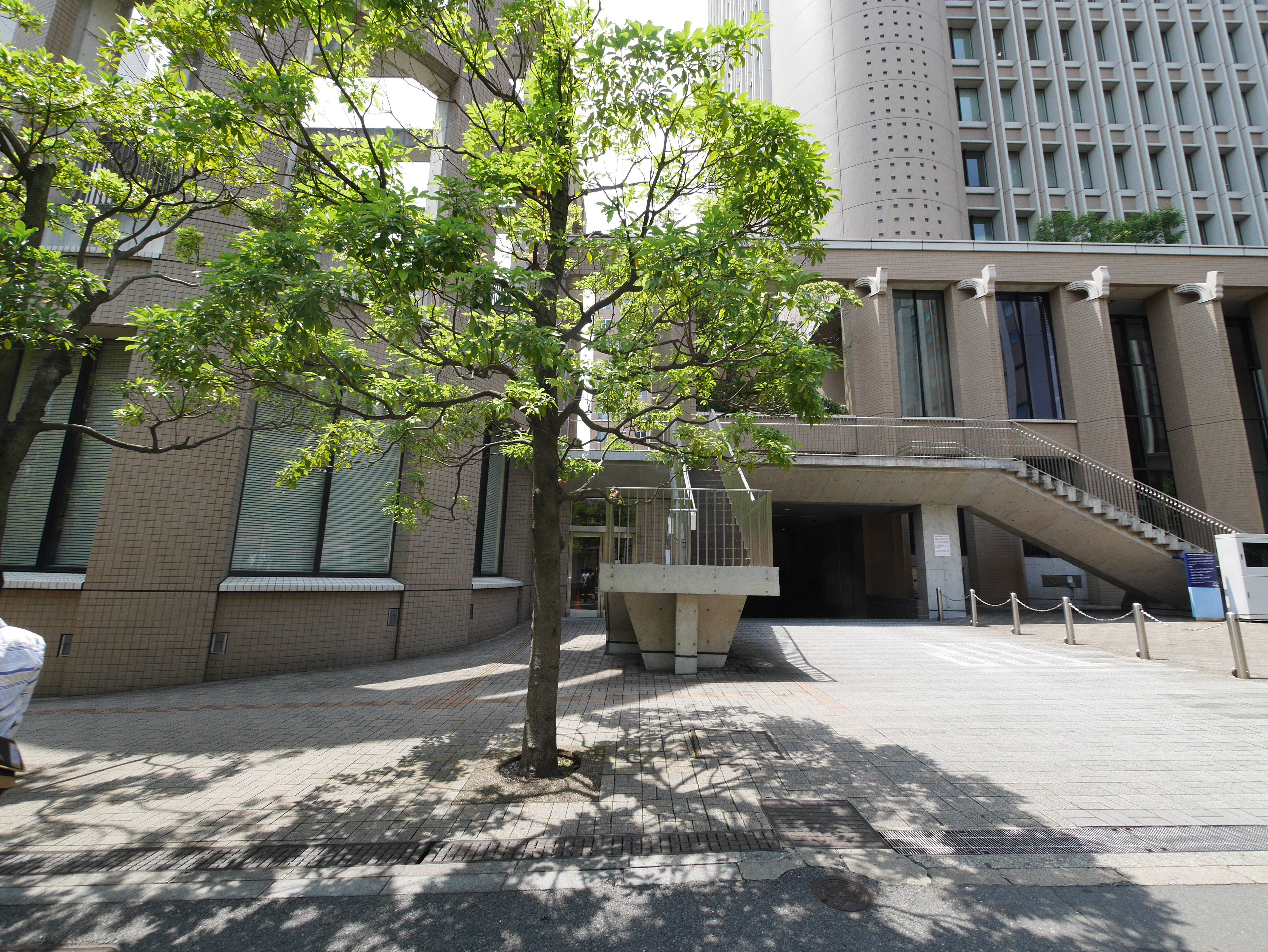
駿河台キャンパス

- 学部1・2年次 - 和泉キャンパス（杉並区永福）
- 学部3・4年次 - 駿河台キャンパス（千代田区神田駿河台）

学生の間では、駿河台への進級後に和泉の必修科目を再履修することを「和泉返し」、留年することを「和泉止まり」と呼ぶ。

## 文学部
- 文学部

| - 文学科 - 日本文学専攻 - 英米文学専攻 - フランス文学専攻 - ドイツ文学専攻 - 演劇学専攻 - 文芸メディア専攻 | - 史学地理学科 - 日本史学専攻 - アジア史専攻 - 西洋史学専攻 - 考古学専攻 - 地理学専攻 | - 心理社会学科 - 臨床心理学専攻 - 現代社会学専攻 - 哲学専攻 |

## 文学研究科
| - 日本文学専攻 - 英文学専攻 - 英文学専修 - 米文学専修 - 英語学専修 - 英語教職専修 - 仏文学専攻 - 独文学専攻 - 演劇学専攻 - 文芸メディア専攻 - 史学専攻 - 日本史学専修 - アジア史専修 - 西洋史学専修 - 考古学専修 - 地理学専攻 - 臨床人間学専攻 - 臨床心理学専修 - 臨床社会学専修 | - 日本文学専攻 - 英文学専攻 - 仏文学専攻 - 独文学専攻 - 演劇学専攻 - 文芸メディア専攻 - 史学専攻 - 地理学専攻 - 臨床人間学専攻 |

## 著名な出身者

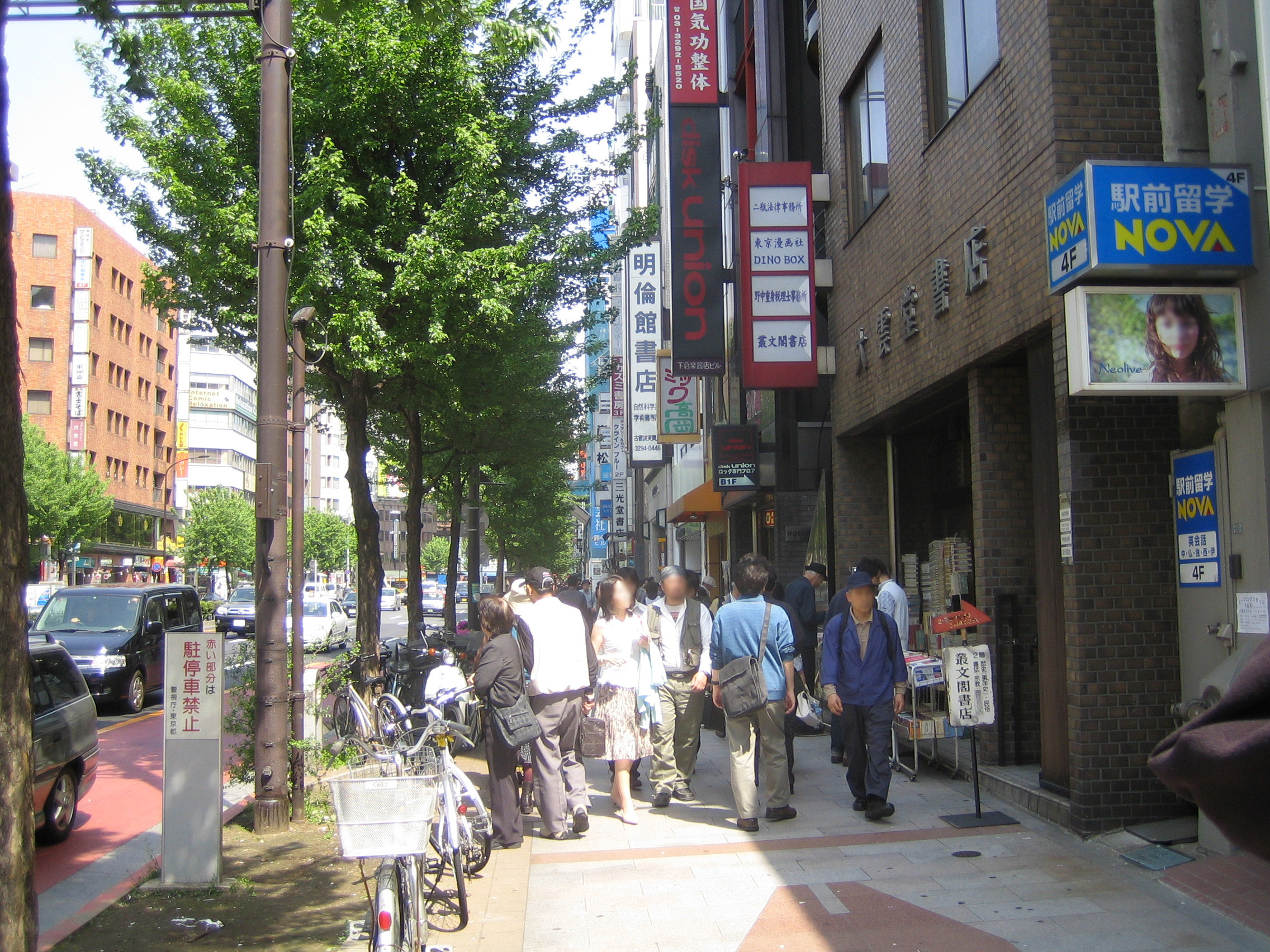
神田古書店街

### 研究
- 青木美智男 - 歴史学者、専修大学教授
- 井奥成彦 - 歴史学者、慶應義塾大学教授
- 池田雅之 - 英文学者、早稲田大学教授
- 和泉清司 - 歴史学者、高崎経済大学名誉教授
- 稲田孝司 - 考古学者、岡山大学名誉教授
- 岩田修二 - 地理学者、東京都立大学名誉教授
- 植木武 - 考古学者、共立女子学園名誉教授
- 上杉明 - 英文学者、日本大学教授
- 丑野毅 - 考古学者、元東京国際大学教授
- 太田浩司 - 歴史学者、元長浜城歴史博物館長
- 大塚和義 - 文化人類学者、国立歴史民俗博物館名誉教授
- 奥明子 - 教育家、元貞静学園短期大学学長
- 熊木俊朗 - 考古学者、東京大学教授
- 河野庸介 - 教育学者、椙山女学園大学教授
- 小池智子 - 看護学者、慶應義塾大学准教授
- 芹沢長介 - 考古学者、東北大学名誉教授、元芹沢銈介美術工芸館長
- 臼杵勲 - 歴史学者、札幌学院大学教授
- 大城直樹 - 地理学者、明治大学教授
- 大塚初重 - 考古学者、明治大学名誉教授
- 岡部隆志 - 日本文学研究者、共立女子短期大学名誉教授
- 岡本勇 - 考古学者、元立教大学助教授
- 小野昭 - 考古学者、東京都立大学名誉教授
- 小野正敏 - 考古学者、歴史学者、国立歴史民俗博物館副館長
- 小野田摂子 - 政治学者、岩手県立大学教授
- 河内春人 - 日本史学者、関東学院大学教授
- 川端康雄 - 英文学者、日本女子大学教授
- 川名登 - 歴史学者、千葉経済大学名誉教授
- 姜徳相 - 歴史学者、元一橋大学教授、在日韓人歴史資料館初代館長
- 木村礎 - 歴史学者、元明治大学学長
- 倉田実 - 国文学者、大妻女子大学教授
- 纐纈厚 - 歴史学者、元山口大学副学長
- 小山拓志 - 地理学者、大分大学准教授
- 近藤章夫 - 地理学者、法政大学教授
- 齋藤慎一 - 日本史学者、東京都江戸東京博物館学芸員
- 沢井鈴一 - 教育者・郷土史家、元市邨学園高等学校教諭
- 篠田義明 - 英語学者、早稲田大学名誉教授
- 下地敏雄 - 教育者、元久留米市立荒木中学校教諭
- 杉原荘介 - 考古学者、元明治大学教授
- 瀧音能之 - 歴史学者、駒澤大学教授
- 田口洋美 - 民俗学者、東北芸術工科大学教授
- 圭室文雄 - 歴史学者、明治大学名誉教授
- 田村均 - 歴史学者、埼玉大学教授
- 茶谷誠一 - 歴史学者、志學館大学准教授
- 陳淑梅 - 言語学者、東京工科大学教授
- 辻原康夫 - 地理研究家、流通経済大学教授
- 鶴丸俊明 - 考古学者、元札幌学院大学学長
- 戸沢充則 - 考古学者、元明治大学学長
- 永田靖 - 演劇学者、大阪大学副学長、日本演劇学会会長
- 中野正昭 - 演劇学者、淑徳大学教授
- 行方均 - アメリカ文学者、東京都立大学名誉教授
- 西川武臣 - 歴史学者、元横浜開港資料館長
- 西山教行 - 教育学者、京都大学教授
- 根本誠二 - 日本史学者、筑波大学名誉教授
- 長谷川匡俊 - 仏教学者、大乗淑徳学園理事長、元淑徳大学学長
- 服部研二 - 考古学者、香蘭女子短期大学名誉教授
- 原田信男 - 生活文化史学者、国士舘大学教授
- 久水俊和 - 歴史学者、追手門学院大学准教授
- 福島豪 - 教育学者、鹿児島国際大学准教授
- 船岡誠 - 歴史学者、北海学園大学名誉教授
- 増淵敏之 - 地理学者、法政大学教授
- 松村恵司 - 考古学者、元国立文化財機構理事長、元奈良文化財研究所長
- 丸川哲史 - 歴史家、文芸評論家、明治大学教授
- 三木弘 - 考古学者、大阪府教育委員会文化財保護課主査、羽衣国際大学非常勤講師、2009年に本学より史学博士を授与
- 宮島敬一 - 歴史学者、佐賀大学教授
- 山口桂三郎 - 美術史家、立正大学名誉教授、元日本浮世絵協会理事長、元国際浮世絵学会会長
- 山崎憲治 - 教育者、地理学者、岩手大学教授、博士（地理学）
- 山田昌久 - 考古学者、東京都立大学名誉教授
- 湯浅治久 - 歴史学者、専修大学教授
- 吉崎昌一 - 考古学者、元北海道大学教授
- 吉田悦志 - 日本近代文学研究者、明治大学名誉教授
- 李進熙 - 歴史学者、和光大学名誉教授
- 渡辺行男 - 日本近代政治史学者（中退）、元豊前市立図書館長

### 文学
- 赤羽尭 - 作家
- 青崎有吾 - 小説家・推理作家
- 池上司 - 小説家
- 石田波郷 - 俳人（中退）
- 江口榛一 - 詩人、社会運動家
- 小川和佑 - 文芸評論家
- 落合恵子 - 作家、元文化放送アナウンサー、『クレヨンハウス』代表、東京家政大学教授、エイボン女性年度賞、産経児童出版文化賞
- 小野興二郎 - 歌人、歌誌「泰山木」主宰
- 片岡文雄 - 詩人
- 片瀬チヲル - 作家、群像新人文学賞優秀作
- 神蔵器 - 俳人（中退）
- 唐十郎 - 作家、劇作家、1982年芥川賞、泉鏡花文学賞、読売文学賞
- 城戸朱理 - 詩人
- 倉橋由美子 - 作家、女流文学賞、田村俊子賞、泉鏡花文学賞
- 軍司貞則 - ノンフィクション作家
- 五味康祐 - 作家、1952年芥川賞、クラシック音楽・オーディオ評論家
- 斎藤茂太 - 作家、医学博士、日本ペンクラブ理事、日本旅行作家協会会長
- 斎藤隆介 - 児童文学作家
- 佐藤伝 - 作家、講演家、メンター
- 斯波四郎 - 作家、芥川賞受賞者
- 清水信 - 文芸評論家
- 杉村悦郎 - 伝記作家
- 諏訪優 - 詩人、翻訳家
- 高田勇 - フランス文学者
- 高本公夫 - 競馬評論家、作家
- 田中亜美 - 俳人、近現代ドイツ詩研究者
- 高柳蕗子 - 歌人
- 田村隆一 - 詩人、随筆家、早川書房編集部長、高村光太郎賞、読売文学賞、現代詩人賞、萩原朔太郎賞選考委員
- 辻征夫 - 詩人
- 天童荒太 - 作家、脚本家、2009年直木賞、山本周五郎賞、日本推理サスペンス大賞、日本推理作家協会賞（『永遠の仔』）
- 名取佐和子 - ゲームシナリオライター、小説家
- 七飯宏隆 - ライトノベル作家
- 根本浩 - 文筆家・高等学校教諭（国語）
- 長堂英吉 - 小説家、ルポルタージュ作家
- 平野仁啓 - 文芸評論家
- 松本昇 - アメリカ文学者
- 宮下すずか - 児童文学作家
- 宮本幹也 - 作家
- 山田詠美 - 作家、芥川賞選考委員、1987年直木賞、文藝賞、平林たい子文学賞、女流文学賞、泉鏡花文学賞、読売文学賞、谷崎潤一郎賞

### ライター
- 亀山早苗 - フリーライター
- 下田奈奈 - レポーター／ライター
- 宮崎智之 - ライター、コラムニスト、エッセイスト
- 矢野浩三郎 - 翻訳家、著作権エージェント、実業家
- 吉永嘉明 - 編集者・ライター
- 村崎百郎 - 編集者・ライター

### 音楽
- Aagna - 歌手、女優、タレント
- 阿久悠 - 放送作家、詩人、作詞家、小説家
- 江戸アケミ - ミュージシャン
- 音井結衣 - 元notall
- 斎藤ちはる - 元乃木坂46
- 田家大知 - 音楽プロデューサー、作詞家、作曲家、映像作家、音楽ライター
- 鶴見萌 - 虹のコンキスタドール
- 寺澤ひろみ - ハーモニカ奏者、タレント
- 並木瑠璃 - シンガーソングライター、ギタリスト
- 原田俊太郎 - ドラマー、音楽プロデューサー
- わかないづみ - シンガーソングライター

### 美術、映像
- 梶原登城 - NHKドラマ番組部のディレクター
- 加藤久嗣 - テレビ・ラジオディレクター（中退）
- 川島雄三 - 映画監督
- 酒井あきよし - 脚本家
- 佐々部清 - 映画監督、日本アカデミー賞最優秀作品賞、日本映画批評家大賞等
- 芝山努 - アニメ映画監督
- 高橋良輔 - アニメ映画監督、大阪芸術大学教授（中退）
- 竹田悠一郎 - 宝塚歌劇団演出家
- 田向正健 - 脚本家
- 土屋統吾郎 - 映画監督
- 原田実 - 美術評論家
- 藤原雄 - 陶芸家、人間国宝、紺綬褒章、日本工芸会理事、ダートマス大学客員教授、メトロポリタン美術館・大英博物館等作品収蔵
- 布勢博一 - 脚本家
- 舟橋和郎 - 脚本家
- 村井健 - 演劇評論家
- 本橋圭太 - テレビドラマ監督
- 町田菜花 - 宝塚歌劇団演出家
- 山本洋子 - 脚本家
- 松井康成 - 陶芸家、紫紺ホール（リバティタワー1階）の陶壁画「人間賛歌」の制作者

### 芸能
- 阿木燿子 - 作詞家・女優・小説家・エッセイスト。夫はミュージシャン・俳優の宇崎竜童
- 綾田俊樹 - 俳優、演出家
- 石川寛美 - 舞台女優（演劇集団キャラメルボックス）、声優
- 石倉力 - 元俳優、セガのモバイルゲームディレクター
- 石山勝巳 - 俳優、司会者（中退）
- 泉里香 - Rayモデル、女優
- 井上真央 - 女優、日本アカデミー賞優秀主演女優賞
- 今井麻美 - 声優
- 岩井半四郎 - 歌舞伎俳優
- 浦浜アリサ - JJモデル、non-noモデル、DJ、VJ、『全日本国民的美少女コンテスト』モデル部門賞
- エド・はるみ - 舞台女優、タレント、2008新語・流行語大賞
- 大鷹明良 - 俳優（中退）
- 大野いと - 女優
- 大村文武 - 俳優
- 小鹿番 - 俳優
- 小田豊 - 舞台俳優
- 織江珠生 - 声優、ナレーター
- 川島海荷 - 女優、歌手、9nineの元メンバー
- 河原雅彦 - 俳優・演出家・脚本家
- 北川理恵 - ミュージカル女優、歌手
- 桑原たけし - 俳優、声優、ナレーター
- 小林旭 - 俳優、歌手（中退）
- 沢崎麻衣 - 舞台女優
- 柴田理恵 - 舞台女優・コメディエンヌ（WAHAHA本舗創設、元劇団東京ヴォードヴィルショー）、タレント
- 下田奈奈 - モデル（『ラー』）、女優、タレント（『Disney Time』MC）
- 高原駿雄 - 俳優
- 武石あゆ実 - 声優、『LOVE×Station』
- 田中裕子 - NHK朝の連続テレビ小説『おしん』ヒロイン、モントリオール世界映画祭主演女優賞、日本アカデミー賞優秀主演女優賞・最優秀助演女優賞等
- 谷昌樹 - 俳優、声優、ナレーター
- 津田健次郎 - 声優
- 寺島咲 - 女優、モナコ国際映画祭最優秀主演女優賞
- 名越志保 - 女優、声優
- なべおさみ - 俳優、声優
- 野口雅弘 - 俳優（中退）
- 長谷川朝晴 - 俳優
- ハマカワフミエ - 舞台女優、モデル
- 林裕太 - 俳優
- 原田夏希 - 女優
- 伴大介 - 俳優
- 深浦加奈子 - 女優
- 福永マリカ - 女優、脚本家、小説家、モデル、ミュージシャン（新・チロリン）、元Snappeas
- 辺見のり子 - 舞台女優、ミス・ユニバース・ジャパンファイナリスト
- 松原智恵子 - 女優、日活三人娘
- 宗方勝巳 - 俳優
- 宗近晴見 - 俳優、声優
- 矢島正明 - 声優、声優アワード功労賞
- 山崎満 - 俳優
- 六角慎司 - 俳優
- 若井尚子 - ファッションモデル・女優
- 渡部猛 - 声優　(中退)

### アナウンサー
- 逢地真理子 - フリーアナウンサー
- 吾妻謙 - NHKアナウンサー
- 安住紳一郎 - TBSアナウンサー（編成局次長待遇）
- 池田めぐみ - フリーアナウンサー、ラジオパーソナリティ
- 今村稔 – TBS、TBSラジオニュースデスク
- 斎藤ちはる - テレビ朝日アナウンサー
- 佐藤綾子 - 長崎文化放送アナウンサー
- 鈴木純子 - 文化放送アナウンサー、気象予報士
- 波多野里奈 - フリーアナウンサー、著述家、ファイナンシャル・プランナー
- 濱田典子 - フジテレビアナウンサー
- 福留功男 - 日本テレビ、記者を経てアナウンス部に移籍
- 巻山晃 - アナウンサー
- 真砂徳子 - フリーアナウンサー
- 水野真裕美 - TBSアナウンサー
- 矢島学 - 日本テレビアナウンサー
- 山本恵里伽 - TBSアナウンサー

### 政治
- 新藤義孝 - 自由民主党所属の衆議院議員、経済再生担当大臣。

### マスコミ
- 伊藤操 - ファッションジャーナリスト
- 荻原博子 - 経済評論家、ジャーナリスト
- 前田忠明 - 芸能ジャーナリスト、コメンテーター
- 吉田敏浩 - ジャーナリスト

### スポーツ
- 阿武教子 - 2004年アテネオリンピック柔道女子78kg級金メダリスト
- 高橋和弘 - 登山家
- 鳥居拓史 - フィギュアスケート選手（男子シングル）
- 深堀圭一郎 - プロゴルファー
- 松下浩二 - 1997年世界卓球選手権男子ダブルス銅メダル、プロ卓球選手第1号、VICTAS会長
- 坂本誠志郎 - プロ野球選手（阪神タイガース捕手）
- 田中澄憲 - ラグビー選手　前監督

### その他
- 茂木誠 - 予備校講師
- 片山まさゆき - 漫画家（中退）
- かわぐちかいじ - 漫画家、漫画研究会出身
- 重信房子 - 日本赤軍最高幹部
- とり・みき - 漫画家、脚本家、星雲賞コミック部門受賞、文春漫画賞受賞、星雲賞コミック部門受賞（中退）
- 原一司 - 漫画家
- 福田聡 - プロ雀士